# Auguste Sicard
Pour les articles homonymes, voir Sicard.
Auguste Alexandre Sicard, né à Albi (Tarn) le 18 avril 1839 et mort dans la même commune le 24 juin 1877, est une personnalité de la Commune de Paris.

## Biographie
Son père était maréchal-ferrant. Commerçant en crinolines à Paris depuis 1864, Auguste Sicard fréquente le Pré-aux-Clercs comme orateur de l'opposition au régime du Second Empire. 
Pendant le siège de Paris par les Allemands (septembre 1870-mars 1871), il est délégué au Comité central républicain des Vingt arrondissements et signe l'Affiche Rouge. Pendant le soulèvement du 18 mars 1871, il est sur les barricades de la place Pigalle. Le 25 mars il est nommé commandant de la poudrière du Trocadéro. Aux élections complémentaires du 16 avril, il est élu au Conseil de la Commune par le VIIe arrondissement; il est nommé à la commission de surveillances des Fabrications des munitions de guerre.
Pendant la Semaine sanglante, il organise la défense de son arrondissement en faisant édifier des barricades. Il parvient à se réfugier à Londres. Le Conseil de Guerre le condamne à mort par contumace. Dans des conditions qui restent à déterminer, il parvient à échapper à cette condamnation et à rentrer en France. « Ancien négociant domicilié à Paris », il meurt célibataire à 38 ans dans sa ville natale en 1877.

### Notices biographiques
- Jules Clère, Les hommes de la Commune : Biographie complète de tous ses membres, Paris, Libraire-éditeur É. Dentu, 1871, xiv-195, 1 vol. in-18 (OCLC 457798492, lire en ligne sur Gallica), p. 154-156
  - Jules Clère, Les hommes de la Commune : Biographie complète de tous ses membres, Paris, Libraire-éditeur É. Dentu, 1871, 4e éd. (1re éd. 1871), vi-215, 1 vol. in-18 (lire en ligne sur Gallica), p. 171-172
- Paul Delion, Les membres de la Commune et du Comité central, Paris, A. Lemerre éditeur, août 1871, 446 p. (lire en ligne sur Gallica), p. 197-198
- Bernard Noël, Dictionnaire de la Commune, Coaraze, L'Amourier éditions, coll. « Bio », avril 2021 (1re éd. 1971), 722 p. (ISBN 978-2-36418-060-4, ISSN 2259-6976, présentation en ligne), p. 695-698
- « Notice Sicard Auguste, Alexandre », sur maitron.fr, Le Maitron, dictionnaire bibliographique du mouvement ouvrier et du mouvement social, Association Les Amis du Maitron (consulté le 17 août 2021)